# Ферма 2 Сарыбулак
Ферма 2 Сарыбулак (каз. Сарыбұлақ 2 фермасы) — населённый пункт в Кербулакском районе Жетысуской области Казахстана. Входит в состав Сарыбулакского сельского округа. Код КАТО — 194657300.

## Население
В 1999 году население населённого пункта составляло 48 человек (27 мужчин и 21 женщина). По данным переписи 2009 года, в населённом пункте проживало 100 человек (59 мужчин и 41 женщина).